# Agrupación Liberal de Andratx
L'Agrupación Liberal de Andratx (ALA) fou un partit polític d'àmbit municipal creat l'any 1993 a Andratx (Mallorca) per Eugenio Hidalgo Garcés.
ALA, registrada com a partit polític el 26 d'agost de 1993, va ser creació d'Hidalgo, un cop aquest abandonà la militància en el Partido Radical Balear, de cara a les eleccions municipals de 1995. En aquests comicis aconseguí 602 vots (16,04%) i dos regidors, si bé no va formar part del govern municipal, aleshores controlat per PPIB i UM.
En les municipals de 1999, en canvi, el partit només va tenir 466 vots (11,53%) i un regidor, Eugenio Hidalgo, que en virtut d'un pacte amb el PPIB aconseguí ser tinent de batle i regidor d'urbanisme.
En les eleccions de 2003, ALA obtingué 1.032 vots (22,59%) i 3 regidors: Eugenio Hidalgo, Sebastián Reus i Encarna Rodríguez. Va tornar a pactar amb el PPIB, i Hidalgo va assolir la batlia. Però quatre mesos després es va trencar aquest acord i es va formar un govern municipal a tres bandes amb ALA, PSIB i UM, en el qual Hidalgo va continuar conservant el càrrec de batle. En maig de 2005, discrepàncies personals provocaren que Hidalgo cesés als tres regidors socialistes de l'equip de govern i que pactés un nou acord amb el PPIB. A canvi de mantenir la batlia, ALA es va dissoldre .